# Minuscule caroline
Pour les articles homonymes, voir Caroline.
La minuscule caroline est une écriture apparue au VIIIe siècle, vers 780 sous l'impulsion de Charlemagne, dans l’école palatine tenue par Alcuin. Elle se diffuse ensuite depuis l'abbaye Saint-Martin de Tours où l'érudit s'est retiré à la fin de sa vie. Puis elle se répand dans tout l'Empire par les codices, les capitulaires et divers textes religieux avant d'évoluer vers l'écriture gothique au XIIe siècle. Elle présente des formes rondes et régulières qui la rendent plus facile à lire et à écrire que la minuscule mérovingienne. Sa clarté favorise sa renaissance au XVe siècle, sous la forme de l'écriture humanistique diffusée par des humanistes florentins qui l'ont redécouverte et préférée à l'écriture gothique, qu'ils jugeaient artificielle et illisible.

## Contexte scriptural et création
La minuscule caroline est créée par Alcuin, maître de l'Académie palatine, entre 782 et 796, conformément à la volonté de Charlemagne d'uniformiser les écritures régionales et de remplacer l'écriture mérovingienne par une écriture qui serait facile à déchiffrer et à rédiger à travers tout son Empire. En effet, l'écriture mérovingienne était une graphie progressivement déformée de l'écriture de l'Antiquité romaine, composée de lettres capitales, jusqu'à devenir presque illisible et conduisant à des erreurs et contresens majeurs.
Ainsi, contrairement à la capitale caroline qui descend directement de la capitale romaine, la minuscule caroline s'inspire de l'écriture onciale et semi-onciale tout en intégrant des éléments de l'écriture insulaire utilisée en Grande-Bretagne et en Irlande.

### Le scriptorium de l'abbaye de Corbie

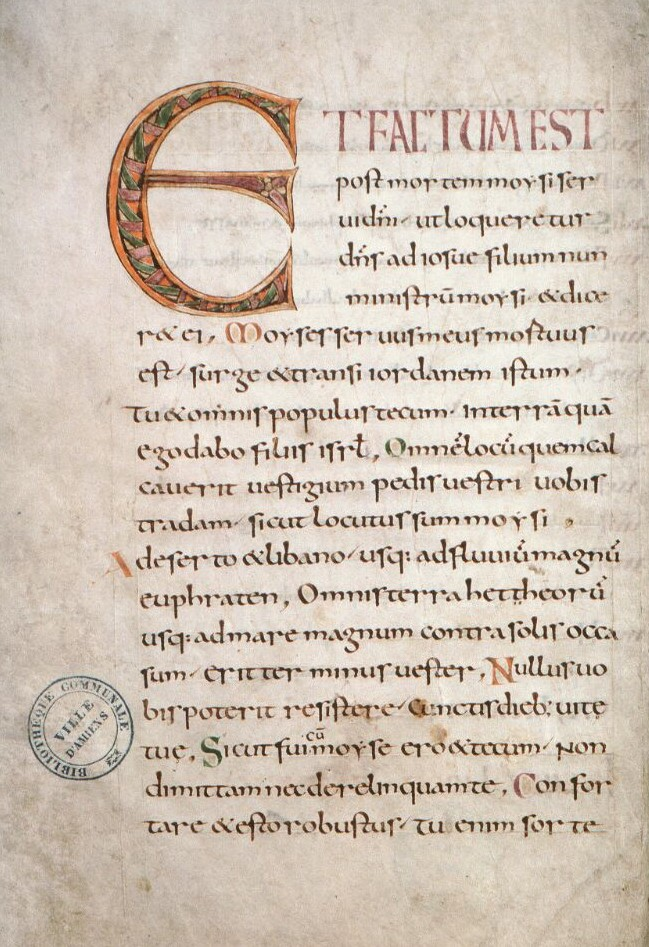
Bible de Maurdramne, abbaye de Corbie (VIIIe siècle).

L’abbaye de Corbie dispose depuis le milieu du VIIIe siècle de l’un des plus importants scriptoriums monastiques : plus de huit cents manuscrits copiés dans cette abbaye nous sont parvenus. Le nombre de volumes conservés permet une analyse paléographique des écritures successives utilisées à la fin du VIIIe et au début du IXe siècle.
Le premier type d'écriture, dit « e-n-a », est encore une écriture mérovingienne, le second, pratiqué entre 751 et 768, présente une forme de précaroline. La célèbre écriture « ab » figure dans trente-cinq manuscrits. Cette écriture rappelle l'écriture de chancellerie mérovingienne employée depuis la fin du VIIIe siècle jusque dans les années 820.
Une caroline aux traits parfois archaïques qui se caractérise par une volonté de clarté, apparaît sous l’abbatiat de Maurdramne (772-781). L'écriture minuscule caroline apparut pour la première fois dans la Bible de Maurdramne. Elle fut introduite à Aix-la-Chapelle par Adalhard, abbé de Corbie (780-826), successeur de  Maurdramne et cousin de Charlemagne.
Cette première caroline, avec ses a ouverts, ses nombreuses ligatures rt, st, et et ra, se retrouve dans l’ouvrage d’Alcuin Les Questions sur la Genèse et les Lettres, réalisé à Corbie entre 798 et 817-820. C'est également à cette époque que le scriptorium de Corbie joue un rôle ide premier plan dans la naissance et la diffusion de nouvelles pratiques d’écriture, comme l'utilisation du point d’interrogation, qui apparaît simultanément dans plusieurs ateliers monastiques.
Dans le troisième quart du IXe siècle, l’écriture utilisée à Corbie est une minuscule harmonieuse qui intègre les aspects les plus novateurs de l’écriture caroline. Homogène et claire, elle introduit aussi la séparation entre les mots, qui facilite grandement la lisibilité.

### Le rôle de l'école palatine d'Aix-la-Chapelle et de l'abbaye Saint-Martin de Tours
Alcuin qui dirigea l'école palatine à partir de 782 permit la diffusion de la minuscule caroline d'abord depuis Aix-la-Chapelle puis à partir du scriptorium de Saint-Martin de Tours en Francie, l'un des principaux foyers de culture et chrétienté de l'époque, où Alcuin s'était retiré comme abbé. Elle est nommée ainsi en l'honneur de l'empereur Charlemagne (Carolus Magnus en latin).
Le plus ancien des manuscrits connus est l’Évangéliaire de Charlemagne ou de Godescalc qui se trouve aujourd'hui à la Bibliothèque nationale de France (NAL 1203). Il a été commandé par Charlemagne à un certain Godescalc, « ultimus familus », pour la Capella Palatina en 781 après son retour de Rome où il était allé avec son fils pour le faire baptiser par le pape. Il contient en frontispice une représentation de la Fontaine de Vie qui rappelle ce baptême romain. C'est au cours de ce voyage à Rome que Charlemagne fait la connaissance d'Alcuin à Parme, qui avait dirigé l'école d'York depuis 766. Il lui demande de prendre la direction du mouvement de réforme dans son royaume. L’Évangéliaire de Godescalc en est le premier témoignage. À cette occasion, Charlemagne fait aussi la connaissance de Paul Diacre qui va le suivre en France, et apporte avec lui le style italianisant présent dans certaines images.

## Caractéristiques

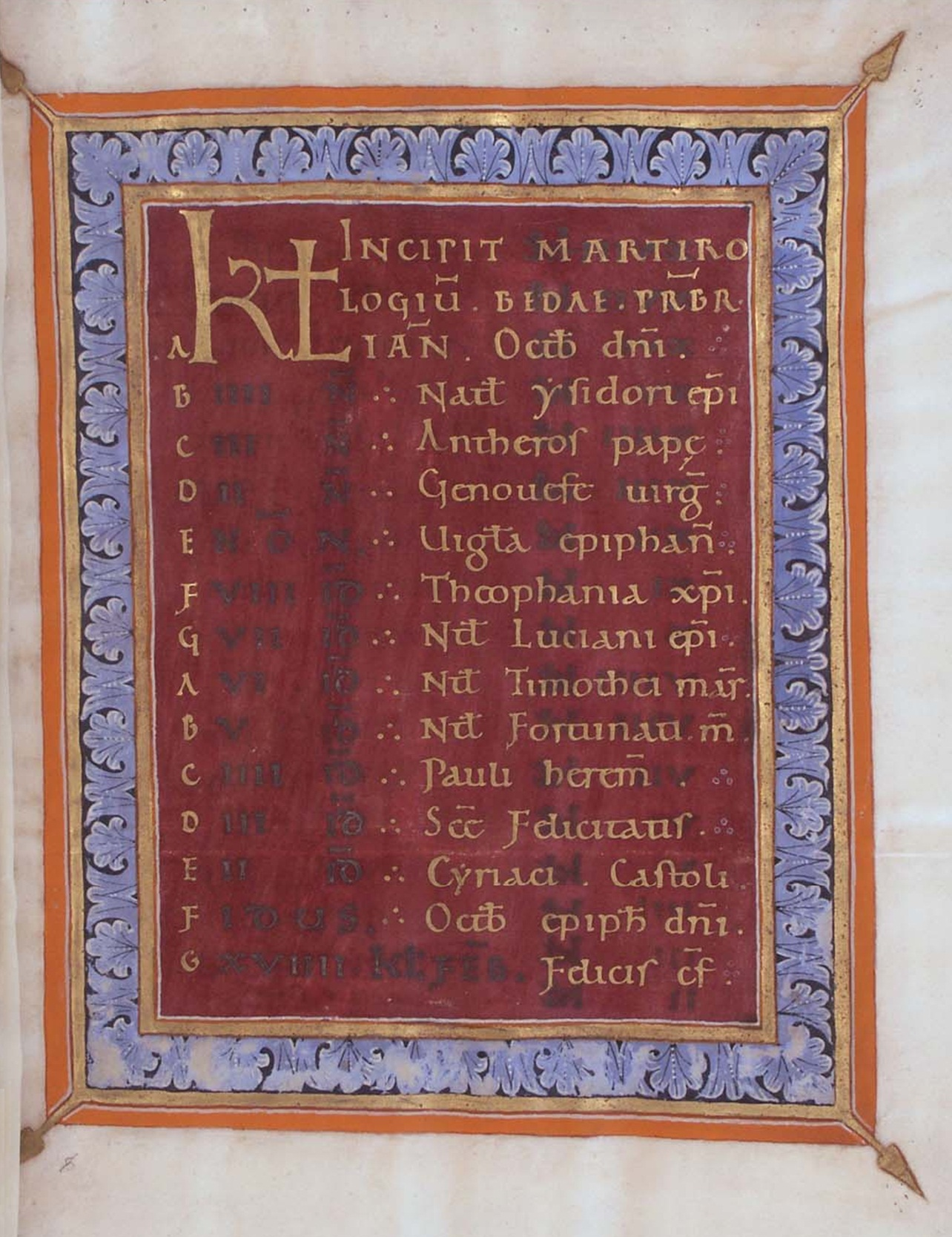
Incipit du sacramentaire de Tyniec (XIe siècle).

La minuscule caroline est homogène et régulière, avec des formes arrondies claires, mais surtout lisibles. Elle établit des règles d'écriture qui n'étaient pas systématiques auparavant, comme la séparation des mots au moyen d'une espace.
L'écriture carolingienne présentait généralement moins de ligatures que d'autres écritures contemporaines alors que l'esperluette et les ligatures ae, rt, st, et ct sont communes. La lettre « d » apparaît souvent sous une forme onciale, avec une hampe inclinée vers la gauche, tandis que la lettre « g » est semblable à la graphie moderne plutôt qu'à l'onciale. Les hampes tendent à être épaissies à leurs extrémités.
Lors du règne de Charlemagne (fin du VIIIe et début du IXe siècle), la caroline présentait encore de nombreuses variations régionales dans le tracé des lettres. La forme onciale du « a » était encore largement utilisée à cette période. Le point d'interrogation est utilisé de la même manière que dans l'écriture bénéventaine de cette époque.[C'est-à-dire ?] La diffusion de la caroline augmente au IXe siècle où elle s'uniformise dans les pays qui l'utilisent, avec moins de variations dans le tracé des lettres. La forme moderne du « S » au lieu du S long et celle du « V » qui n'est plus écrit comme la lettre « U » apparaissent, et les hampes, après s'être épaissies, commencent à être empatées. Après le IXe siècle, la caroline décline lentement pour prendre des formes de plus en plus gothiques aux Xe et XIe siècles : les lettres deviennent plus anguleuses et les hampes sont penchées à droite et se terminent par une fourche.

## Diffusion

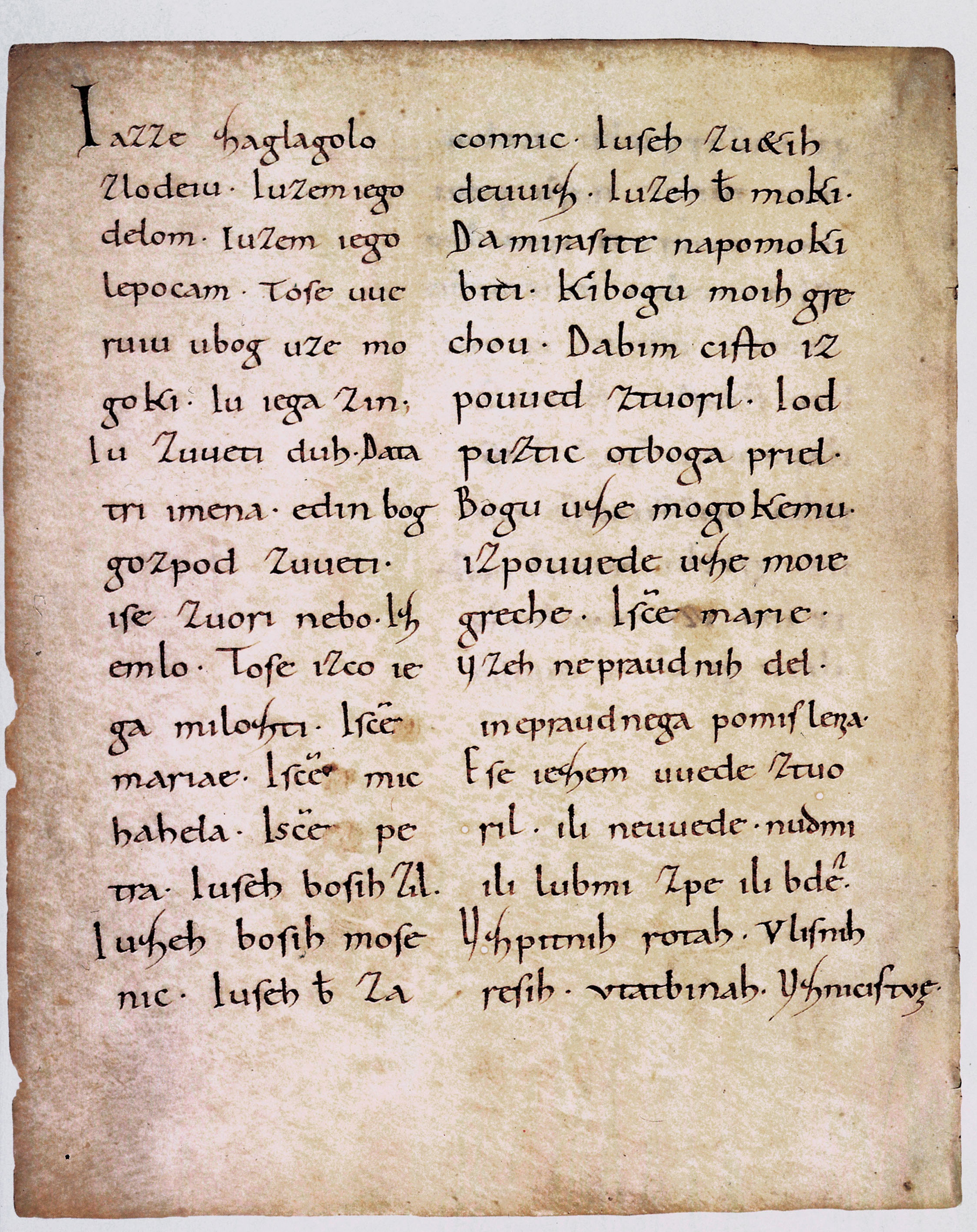
Une page du manuscrit de Freising, un des premiers parchemins en langue slave écrit en minuscules carolines.

La nouvelle écriture s'impose principalement dans les zones sous forte influence carolingienne, parfois au-delà comme l'atteste le manuscrit de Freising au Xe siècle qui est le premier texte connu en écriture romaine rédigé en langue slave et contenant le premier texte en slovène écrit en minuscule caroline.

### En France
En France, la caroline est utilisée par les moines des abbayes de Corbie et de Saint-Riquier. Entre 772 et 780, à l'abbaye de Corbie, est rédigée la « Bible de Maurdramne » dont la particularité est d'avoir été composée de sept écritures différentes dont la minuscule caroline.
Dans une charte impériale, datant de 825, Louis le Pieux et son fils Lothaire confirmaient les privilèges de l'abbaye de Corbie, à la demande de l'abbé Adalhard. Cette charte n'est pas rédigée en écriture minuscule caroline mais dans une écriture de chancellerie mérovingienne beaucoup plus effilée et resserrée, ce qui tend à montrer qu'à cette date, l'écriture minuscule caroline n'était pas encore adoptée par la chancellerie d'Aix-la-Chapelle pour la rédaction de tous les textes officiels.

### En Suisse
En Suisse, la caroline est utilisée dans les minuscules rhaetienne et alémanique. Les manuscrits écrits en minuscule rhaetienne tendent à mincir leur lettres, à la manière de l'écriture insulaire, avec les lettres « a » et « t », ainsi que les ligatures comme « ri » qui montrent une similitude avec le wisigothique et le bénéventien. La minuscule alémanique, utilisée brièvement au début du IXe siècle, est plus grande et plus épaisse, très droite comparée à la rhaetienne inclinée.

### En Autriche
En Autriche, Salzbourg est le pôle principal de l'écriture caroline, tandis que Fulda, Mayence et Wurtzbourg rayonnent sur la Germanie. La minuscule germanique est ovale et très inclinée vers la droite. Elle possède également des caractéristiques onciales, comme la hampe de la lettre « d » penchant à gauche, et les traits verticaux initiaux des lettres « m » et « n ».

### En Italie
Dans le Nord de l'Italie, l’abbaye de Bobbio utilise la minuscule caroline au début du IXe siècle. L’influence déclinante des successeurs de Charlemagne fait que cette écriture rencontre la résistance de la curie romaine ; néanmoins le type Romanesca se développe à Rome après le Xe siècle.
Dans l’Italie méridionale, une minuscule bénéventaine survit dans le duché lombard de Bénévent tout au long du XIIIe siècle, bien que par la suite la Romanesca apparaisse dans le Sud de l'Italie.

### Dans lesîles Britanniques

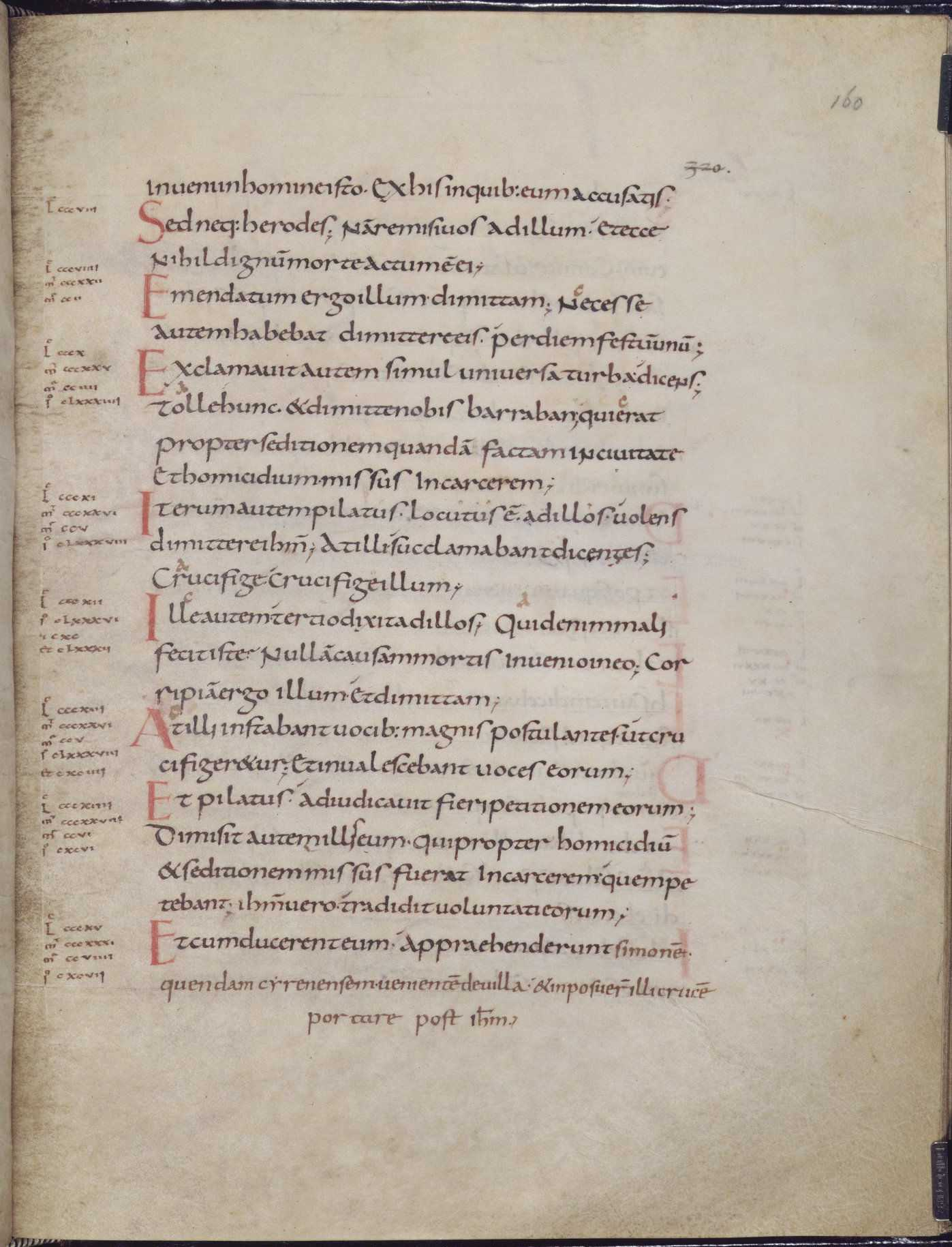
Texte d'une page (folio 160v) tirée d'un livre liturgique carolingien (British Library, MS Add. 11848), écrit en minuscule caroline.

L’écriture n’a été adoptée en Angleterre et en Irlande qu’à la suite de réformes ecclésiastiques au milieu du Xe siècle.

### En Espagne
En Espagne, une écriture wisigothique traditionnelle survit.

## Rôle dans la transmission culturelle
L'écriture caroline a participé à la conservation et la transmission des œuvres classiques (Ovide, Cicéron, Virgile) au travers de la Renaissance carolingienne. Plusieurs milliers de manuscrits de l'époque carolingienne utilisant cette écriture nous sont parvenus.

## Évolution
À partir du XIIe siècle, avec l'essor de l'écriture laïque, il est nécessaire d'écrire plus rapidement et la graphie devient gothique, une écriture tracée de façon presque cursive, aux lettres filiformes et pointues, beaucoup plus hermétique. L'émergence de cette graphie entraîne la disparition progressive de la minuscule caroline durant les deux siècles suivants, avant qu'elle soit remise à l'honneur vers 1450 par les humanistes de la Renaissance, en partie sur un malentendu, ces derniers pensant avoir affaire à la graphie originelle des manuscrits latins.
Cependant, c'est l'essor de l'imprimerie en Europe qui entérine l'usage de la minuscule caroline, en raison de ses caractéristiques pleinement adaptées aux contraintes (corps et casse) de la typographie mise au point par Johannes Gutenberg au milieu du XVe siècle. Ainsi, la police de caractères « Times New Roman » est l'héritière directe et contemporaine de la minuscule caroline.